# Oberthiergarten
Oberthiergarten ist Gemeindeteil der kreisfreien Stadt Bayreuth im bayerischen Regierungsbezirk Oberfranken.

## Geografie
Der aus vier Einzelsiedlungen bestehende Weiler ist mittlerweile in der Oberthiergärtner Straße aufgegangen. Sie befinden sich südlich von Wolfsbach entlang der Bundesautobahn 9.

## Geschichte
Das Jagdschloss Thiergarten mit zugehörigen Anwesen wurde in der ersten Hälfte des 19. Jahrhunderts erstmals als Oberthiergarten bezeichnet. Am 1. Juli 1976 wurde Oberthiergarten im Zuge der Gebietsreform in Bayern nach Bayreuth eingemeindet.

### Baudenkmäler
- Jagdschloss Thiergarten

### Einwohnerentwicklung
| Jahr      | 001819 | 001822 | 001861 | 001871 | 001885 | 001900 | 001925 | 001950 | 001961 | 001970 | 001987 |
| Einwohner | *      | *      | 28     | *      | *      | 29     | 20     | 18     | 34     | 17     | 14     |
| Häuser    |        | *      |        |        | *      | 3      | 4      | 1      | 2      |        | 6      |
| Quelle    | [ 7 ]  | [ 5 ]  | [ 8 ]  | [ 9 ]  | [ 10 ] | [ 11 ] | [ 12 ] | [ 13 ] | [ 14 ] | [ 15 ] | [ 1 ]  |

## Religion
Oberthiergarten ist evangelisch-lutherisch geprägt und nach St. Johannis gepfarrt.